# Albert Haelwegh
Albert Haelwegh (døbt 1. januar 1621 i Deventer, Nederlandene, død 28. august 1673 i København) var en dansk kobberstikker, bror til Adriaen Haelwegh.
Haelwegh var nederlænder, hvilket især hans broders fornavn, der var populært i dette land, bekræfter. Haelwegh har uden tvivl i udlandet tilegnet sig den udmærkede dygtighed i kobberstikkerkunsten, der gjorde ham til en af datidens fremtrædende mestre, ikke blot i Danmark, og også hans betydning for fædrelandet var meget stor i personalhistorisk henseende som følge af den række portrætter af samtidige stormænd, hans i sine gravstik har gengivet.

## Liv og gerning
I 1647 blev han kongelig kobberstikker og samme år desuden Københavns Universitets, og fra 1655 fik han 200 rigsdaler årlig, mod at han uden yderligere betaling skulle udføre alt det kobberstikkerarbejde, kongen måtte ønske. I 1670 havde han, som var gift med Anne Hansdatter, en søster til maleren Abraham Wuchters' kone, en langvarig strid med denne svoger, dels om gensidigt udlæg, dels om en arv efter Wuchters' afdøde hustru.
Haelwegh nævnes sidste gang i de kongelige regnskaber under 15. marts 1673 for et tilgodehavende af 28 rigsdaler. Omtrent et halvt år efter var han død, thi under 4. september 1673 meddeles kongelig tilladelse til, at hans lig efter datidens skik måtte begraves om aftenen.

## Værker
Der kendes fra tiden 1643-72 91 blade stukket af Haelwegh, nogle af disse i stort format og næsten udelukkende bestående af portrætter efter malerne Karel van Mander, Wuchters, Hinrich Ditmar og flere, samt kobberstik til Simon Paullis Flora Danica og et anatomisk blad (ukendt værk). Portrætterne omtales i Suhms Nye Samlinger til den danske Historie bind IV. 
Haelwegh udførte desuden 102 kobberstik af danske konger fra sagnkongen Dan til Christian 4. i bogen Regum Daniæ Icones fra 1646. Bogen indeholder både fantasiportrætter af de tidligste konger såvel som autentiske, der enten er originale eller baseret på andre værker.

## Gravsted
Han er begravet på Holmens Kirkegård.